# Forte Casa Ratti
Il forte Casa Ratti è stata una fortezza militare costruita a difesa del confine italiano contro la possibile avanzata dell'Imperial regio Esercito dell'Impero austro-ungarico (lungo la linea di confine che attualmente si può collocare tra la provincia di Vicenza e il Trentino). È sito a 350 m s.l.m. in prossimità dell'abitato di "case Ratti", in Comune di Arsiero.
L'opera faceva parte dello sbarramento Agno - Astico - Posina, III settore - Asiago.
A maggio 2008 dovevano partire i lavori di restauro grazie al progetto dell'ecomuseo della Grande Guerra nelle Prealpi Vicentine, ma i lavori non sono mai stati effettuati, e il forte è tuttora in rovina.

## Storia

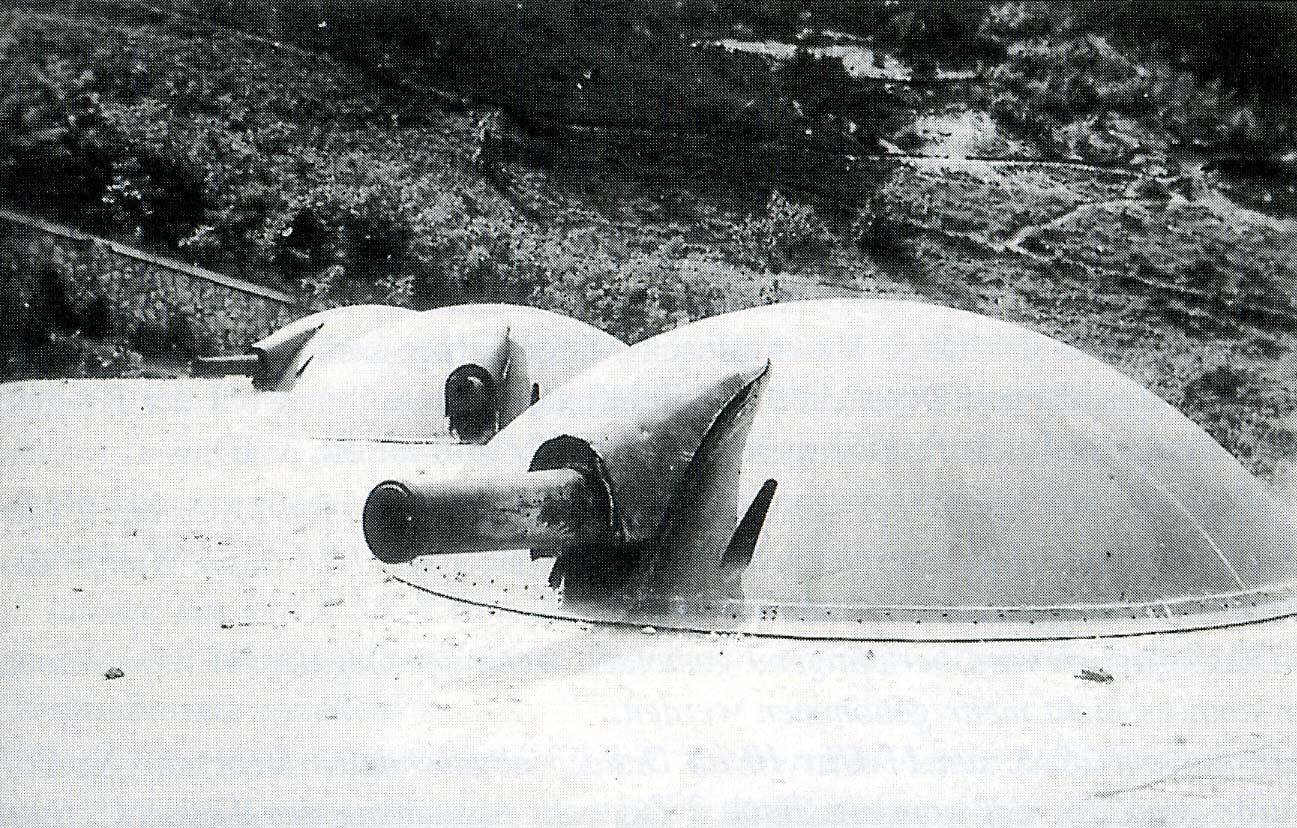
Le cupole corazzate del forte "modello Ispettorato"

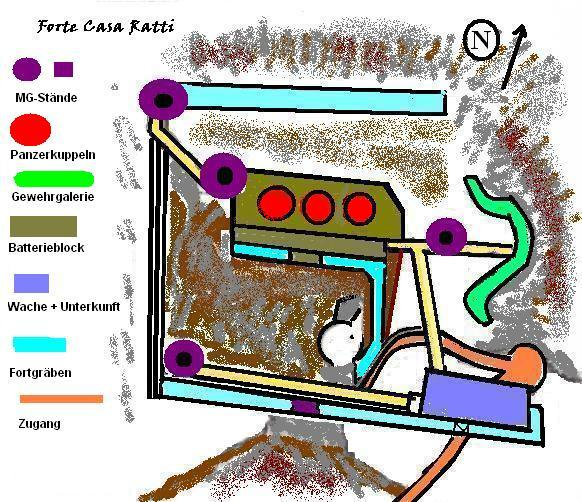
Schema del forte

Fu edificato tra il 1906 ed il 1908.
Forte Casa Ratti non è una fortezza paragonabile a quelle costruite sugli altopiani vicentini dagli eserciti italiano ed austro-ungarico, ma, di costruzione più modesta, era stato concepito solamente con il compito di rappresentare un estremo punto di sbarramento al nemico - cercando di coadiuvare il forte Corbin - nel caso questi fosse riuscito a sfondare il fronte nella Val d'Astico.
All'inizio della Strafexpedition, un obice austro-ungarico da 380 mm (denominato "Barbara") posizionato nei pressi del Forte Campo Luserna, da cui si poteva vedere il Casa Ratti, lo bombardò, senza provocare danni particolari. In seguito, a causa dell'avvicinarsi del nemico, fu abbandonato dagli italiani nella mattina del 26 maggio 1916.
Poche ore dopo il forte fu occupato dagli austro-ungarici. Casa Ratti fu trovato quasi intatto; infatti le cariche per farlo esplodere non furono azionate nella frettolosa ritirata degli italiani, furono asportati solo gli otturatori dei cannoni. La mancata distruzione dell'opera da parte delle truppe italiane fu oggetto di una inchiesta che si insabbiò.
Ma anche tra gli imperiali l'occupazione di Casa Ratti non fu senza polemiche. Ufficialmente fu attribuita al sottotenente del 14º Battaglione zappatori Albin Mlaker, promosso dalla stampa austro-ungarica dell'epoca come eroe nazionale in quanto conquistò una intera fortezza del nemico. Versione che fece comodo per motivi propagandistici anche agli alti comandi. In verità il forte, già abbandonato a se stesso, fu occupato da una pattuglia del 50º Reggimento, alla quale si riunì Mlaker quando la pattuglia era già all'interno del forte. Per vari motivi la relazione della pattuglia raggiunse gli alti comandi in ritardo; nel frattempo fu ufficialmente divulgata la conquista di Casa Ratti sotto la guida di Mlaker. Le indagini promosse dal comandante del 2º Battaglione del 50º Reggimento, maggiore Josef Artner, per ristabilire la verità furono a loro volta insabbiate.
Per la presunta conquista di Casa Ratti Mlaker fu promosso a tenente e insignito con l'Ordine di Cavaliere dell'Ordine imperiale di Leopoldo.
Poche settimane dopo (il 24 giugno) il forte venne fatto saltare dagli stessi austriaci a causa della ritirata del 1916, su ordine dello stesso Mlaker, artefice anche della successiva mina sul monte Cimone. Successivamente fu utilizzato nuovamente dalle truppe italiane, ma solamente come ricovero.

## Caratteristiche

### Armamento
Il forte era armato con 3 cannoni 149G installati in cupole girevoli corazzate modello "Ispettorato" da 40 mm. Come armamento secondario disponeva inoltre di 4 cannoni 87B e 3 mitragliatrici.

## Vie d'accesso
Dal paese di Arsiero si prosegue per la strada statale della Valdastico in direzione Folgaria-Lavarone. Poco prima di località Barcarola una strada chiusa al traffico veicolare conduce in breve al forte.